# Barrage de Tortum
Le barrage de Tortum est un barrage situé dans la province d'Artvin en Turquie, sur la rivière de Tortum (Tortum Çayı) affluent du fleuve Çoruh Nehri sur sa rive droite (orientale).